# 松沢村 (富山県)
松沢村（まつざわむら）は、かつて富山県西礪波郡にあった村。現在の小矢部市中央部の松沢地区で、地区内にはクロスランドおやべがある。
村名は、古くは沢地で、見事な松があったために名付けられた。

## 沿革
- 1889年（明治22年）4月1日 - 町村制の施行により、礪波郡和沢村、赤倉村、野寺村、高木出村、福住村、金屋本江新村、次郎島新村、鷲ケ島村、上次郎島村の区域の一部、島村の区域の一部、茄子島村の区域の一部、小神村の区域の一部、島出村の区域の一部及び福久新村の区域の一部の区域をもって、礪波郡松沢村が発足する。
- 1896年（明治29年）3月29日 - 郡制の施行のため、礪波郡が分割して、西礪波郡が発足により、西礪波郡に所属となる。
- 1953年（昭和28年）9月10日 - 西礪波郡石動町、宮島村、子撫村、南谷村、埴生村、正得村、松沢村及び荒川村が合併して、西礪波郡石動町が発足する。